# Гора Коннесс
Гора Коннесс (англ. Mount Conness) — гора в гірському ланцюзі Сьєрра-Невада, на захід від Природної області Галл, на межі Національного парку Йосеміті та Національного лісу Інйо. Льодовик Коннесс знаходиться безпосередньо на схід від вершини гори. Ця гора — популярний тренувальний центра серед альпіністів, тому що тут можна практикуватися у всіх техніках альпінізму на великій для Каліфорнії висоті. Зазвичай альпіністи зупиняються біля перевалу Тьога і починають сходження удосвіта щоб встигти за один день.